# آنا باكوين
آنا باكوين (بالإنجليزية: Anna Paquin)‏ ولدت (24 يوليو 1982)، هي ممثلة نيوزيلندية مولودة في كندا. تعتبر ثاني أصغر فائزة بالأوسكار ، متفوقة على وينونا رايدر وهولي هنتر لنفس الفئة عام 94، والأغرب من هذا كله أنها لم تكن ترغب بإكمال مسيرتها الفنية بعد أن فازت بجائزة الأوسكار بعمر ال11 عن دورها في فيلم البيانو. الممثلة الكندية استمرت بتقديم أدوار متنوعة ومشوقة سواء كانت عميقة، معقدة، وفي أحيانا أخرى مغرية. بداية من دورها الكبير في سلسلة الأفلام الناجحة رجال إكس إلى دورها المستقل في فيلم (The Squid and the whale). لكن ظهورها بالشاشة الصغيرة هو ماسمح لنا برؤية أفضل أدوارها إقناعا وإثارة، وتحديدا كمدرسة في القرن التاسع عشر التي كانت تطالب بحقوق السكان الأصليين في السلسلة الصغيرة الفائزة بجائزة إيمي (بالإنجليزية: Bury My Heart at Wounded Knee)‏ والتي من خلالها ترشحت آنا لجائزتي الإيمي والغولدن غلوب وجائزة نقابة ممثلي الشاشة. لمعت آنا باكوين أيضًا بأول دور لها في مسلسل تلفزيوني عندما أدت دورها كنادلة وقارئة الأفكار سوكي ستاكهاوس في «دم حقيقي». عن أدائها في السلسلة فازت آنا بجائزة الغولدن غلوب في فئة أفضل ممثلة في دراما تلفزيونية سنة 2009.

## طفولتها
ولدت آنا باكوين في وينيبيغ، مانيتوبا، كندا. وهي ابنة ماري باكوين مدرّسة اللغة الإنجليزية، المولودة في ويلينغتون في نيوزيلندا. وبراين باكوين مدرّس الصحة البدنية للمرحلة الثانوية من كندا. آنا هي الأصغر بين إخوتها، حيث لها شقيقين أكبر منها: أخوها آندرو ولد 1977 وأختها كاتيا ولدت 1980. تنحدر آنا من أصول هولندية وإيرلندية ، إنتقلت آنا إلى نيوزيلندا بعمر أربع سنوات، هواياتها الموسيقية تضمنت العزف على التشيلو والكمان والبيانو. شاركت أيضا في الجمباز، وترقص الباليه وتهوى السباحة والتزلج، ولم يكن لها هوايات ذات علاقة بالتمثيل.
عندما كانت في نيوزيلاندا، سجلت في مدرسة " Raphael House Rudolf Steiner" حتى كانت في عمر التاسعة ، ثم درست المرحلة المتوسطة وتخرجت منها في 1995. بدأت دراستها في المرحلة الثانوية في ويلينغتون، وأكملت الدبلوم في مدرسة ويندوارد في لوس أنجلوس، عندما انتقلت إليها مع أمها بعد طلاق والديها عام 1995. تخرجت آنا عام 2000 من الثانوية، وأكملت متطلبات الخدمة الاجتماعية بالعمل في مطعم للشوربة في لوس انجلوس وأيضا عملت في مركز لذوي الاحتياجات الخاصة، بعد ذلك درست في جامعة كولومبيا سنة واحدة ونظرا لغيابها المستمر بسبب التمثيل تركت الدراسة.

## السيرة المهنية

### مهنتها كطفلة
عام 1991 في نيوزيلندا أصبحت آنا ممثلة بالصدفة، حيث كانت المخرجة "Jane Campion" تبحث عن طفلة صغيرة لتلعب دور رئيسي في البيانو وبما أن موقع تصوير الفيلم كان في نيوزيلندا، عرضت الجرائد إعلاناً عن إجراء تجارب أداء لدورٍ في الفيلم، أخت آنا قرات الخبر وذهبت لتجربة الدور مع صديقتها، فـذهبت آنا بنفسها للتجربة لانها لا تملك شيئا تفعله. جين قابلت آنا التي كانت خبرتها بالتمثيل لا تتعدى ظهورها بمسرحيات في المدرسة، وكانت معجبة بأداء صاحبة التسع سنوات وتم اختيار آنا من بين 5000 مرشح.
عندما تم عرض البيانو سنة 1993 أصبح محل اعجاب النقاد وفاز بعدة جوائز في مهرجانات الأفلام، دور آنا بالفيلم جعلها تستحق جائزة الأوسكار لأفضل ممثلة مساعدة بعمر الحادية عشرة سنة، لتصبح ثاني اصغر فائزة بتاريخ الأوسكار بعد تاتوم أونيل.
في البداية الفيلم لم يقصد منه أن يكون عالمي بل انتج محليا كفيلم صغير، لذلك آنا وعائلتها لم يخططوا للاستمرار بعمل الأفلام، دعيت آنا لوكالة وليام موريس حيث استمرت بتلقي عروض افلام بأدوار جديدة لكنها رفضتهم، توقفت مهنة انا عندما انتقلت إلى لوس انجلس بعد طلاق والديها حيث ارادت التركيز بالدراسة، لكن انا لم تستمر بعزلتها حينما عرض عليها Franco Zefferelli الفرصة لتلعب دور الصغيرة جين عام 1996 في فيلمه المقتبس من رواية Charlotte Bronte.
وفي نفس السنة أدت دور البطولة في الفيلم الدرامي Fly Away Home عن فتاة تنتقل للعيش مع أبوها بعد وفاة أمها، بعد هذين الفيلمين استرعت إعجاب ستيفن سبيلبرغ وأدت دور إيزابيلا الثانية ملكة إسبانيا في فيلمه «آميستاد» وبينما كانت في كندا لتصوير جزء من الفيلم سافرت إلى مونتريال لتصوير خمس إعلانات لشركة الهاتف.
في عام 1998 قدمت مع شون بن وكيفين سبيسي فيلم Hurlyburly، ثم قدمت دور البطولة في فيلم ",A Walk on the Moon" ولكي لا تصبح أدوارها نمطية ادت دور فتاة مراهقة في فيلم المراهقين She’s All That عام 1999.

### بعد افلام رجال اكس
عادت انا للاهتمام العالمي بدورها كروق/ ماري في سلسلة أفلام رجال اكس عام 2000 و2003 و2006. سنة 2000 كانت سنة مزحومة في جدول انا على الشاشة وخارج الشاشة فيلم تبدأ فقط بالدراسة بجامعة كولومبيا، لكنها أيضا ظهرت بفيلمين الأول الفائز بالأوسكار “بالكاد مشهور” والثاني “Finding Forrester”, وفي عام 2001 قدمت الفيلم الكوميدي “Buffalo Soldiers” لكن بسبب تزامن الفيلم مع احداث 11 سبتمبر لم يلق النجاح ومات بالسينما، وانهت تلك السنة بفيلم الرعب الظلام لكنه لم ينزل الا في عام 2004.
آنا شاركت النجم إدوارد نورتون في “الساعة 25” كطالبة كلية تحاول أن تغري استاذها، وفي صيف عام 2006, انتهت من تصوير Blue state , حيث كانت المنتجة التنفيذية في الفيلم. الفيلم تم إنتاجه بواسطة paquen films شركة إنتاج مملوكة لاخوها. في نوفمبر من نفس السنة، صورت فيلم مارغريت وهذا الفيلم تأخر اطلاقه بسبب بعض المشاكل القانونية إلى أن نزل في دور العرض سنة 2011.
في عام 2007، باكوين تلقت ترشيح لجائزة الايمي لفئة ممثلة مساعده في مسلسل قصير أو فيلم تلفزيوني لدورها كـ ايليين قوديل في الفيلم المعروض على قناة إتش بي أو والمقتبس من رواية دي براون Bury My Heart at Wounded Knee. وتلقت أيضا ترشيح لجائزة الكرة الذهبية وجائزة نقابي ممثلي الشاشة لنفس الفئة. في سنة 2008 انا باكوين ظهرت بشخصية سوكي ستاكهاوس على قناة إتش بي أو في المسلسل الدرامي الدم الحقيقي كأول دور لها في مسلسل طويل.انا فازت بجائزة الغولدن غلوب لفئة أفضل ممثله لمسلسل درامي عن دورها بالمسلسل، وفازت أيضا بجائزة ستالايت عن نفس الفئة.وترشحت لجائزة غولدن غلوب عام 2010، بالموسم الثاني من المسلسل لنفس الفئة.

### مهنتها على المسرح
لم ينحصر ابداع انا على الشاشات الكبيرة والصغيرة حيث قدمت أدوار مميزة على خشبة المسرح، عندما ظهرت لأول مره عام 2001 , في مسرحية The Glory of Living.على MCC theater، وفازت عام 2002 بجائزة المسرح العالمي عن دورها بالمسرحية، بعد ذلك ظهرت بعدد من المسرحيات المختلفة، وظهرت مرة واحد خارج أمريكا، عندما قدمت على مسرح West End في لندن مسرحية This Is Our Youth عام 2002.

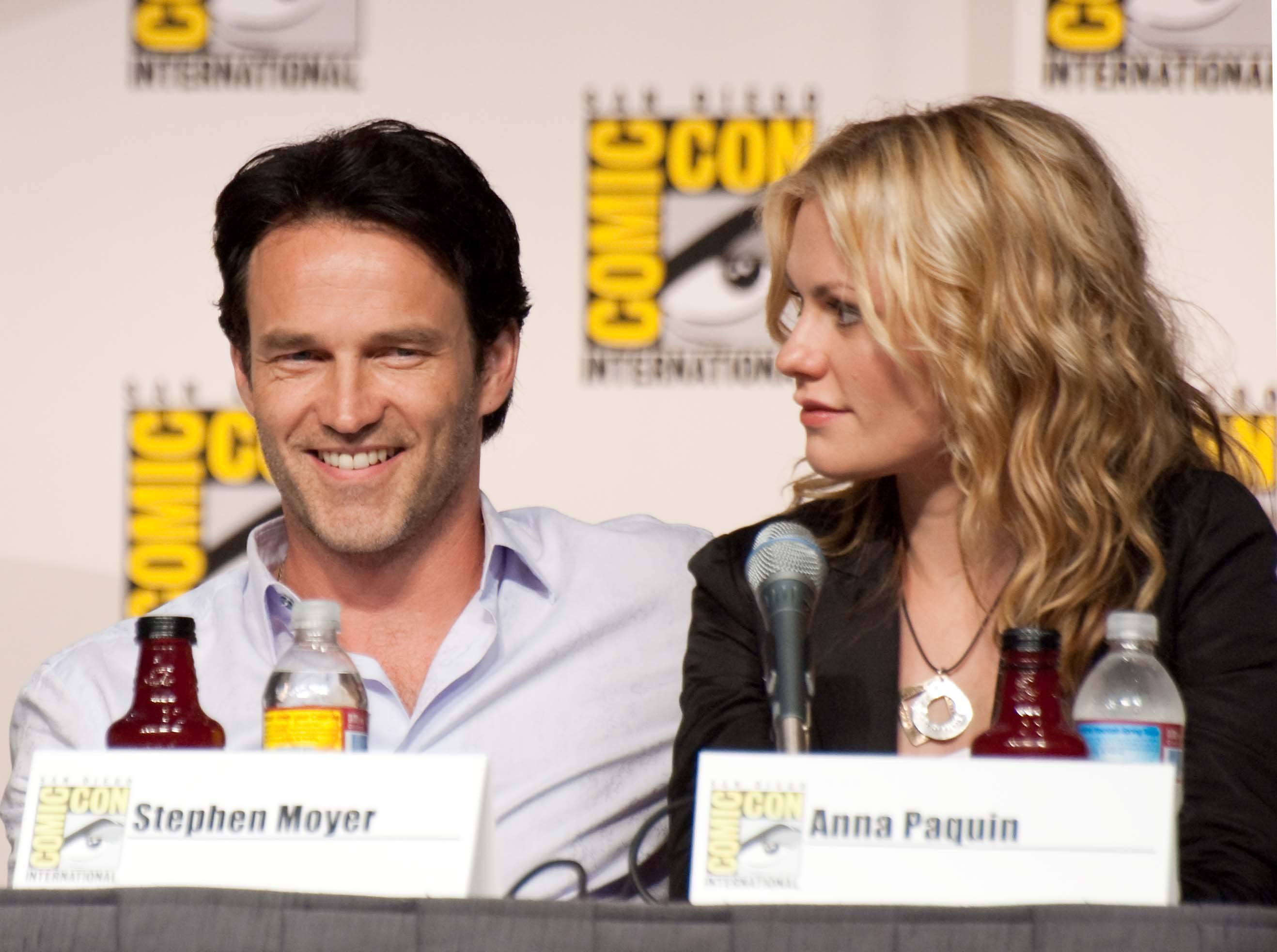
باكوين مع زوجها ستيفن موير وزميلها في دم حقيقي، 2009

## حياتها الشخصية
في الخامس من شهر أغسطس لعام 2009، أعلنت انا باكوين خطبتها من زميلها في مسلسل (الدم الحقيقي) ستيفن موير. بعد أن كانا يتواعدان من بداية تصوير أول حلقة في المسلسل عام 2007. قبل هذا انا كانت تواعد ماكولي كولكين لكن علاقتهم استمرت لفترة قصيرة حتى عام 2006.انا حاليا تعيش مع زوجها في فينيسيا، لوس أنجلس، كاليفورنيا.
من هواياتها: القراءة الحياكة الغناء لعب البيانو الركبي الجري الجمباز السباحة ركوب الأمواج وتزحلق المنحدرات.
في أبريل 2010 أعلنت باكوين أنها مزدوجة التوجه الجنسي خلال ظهورها في إعلان لحملة «اهتم» الذي ضم عددا من المشاهير المثليين.

## أفلامها

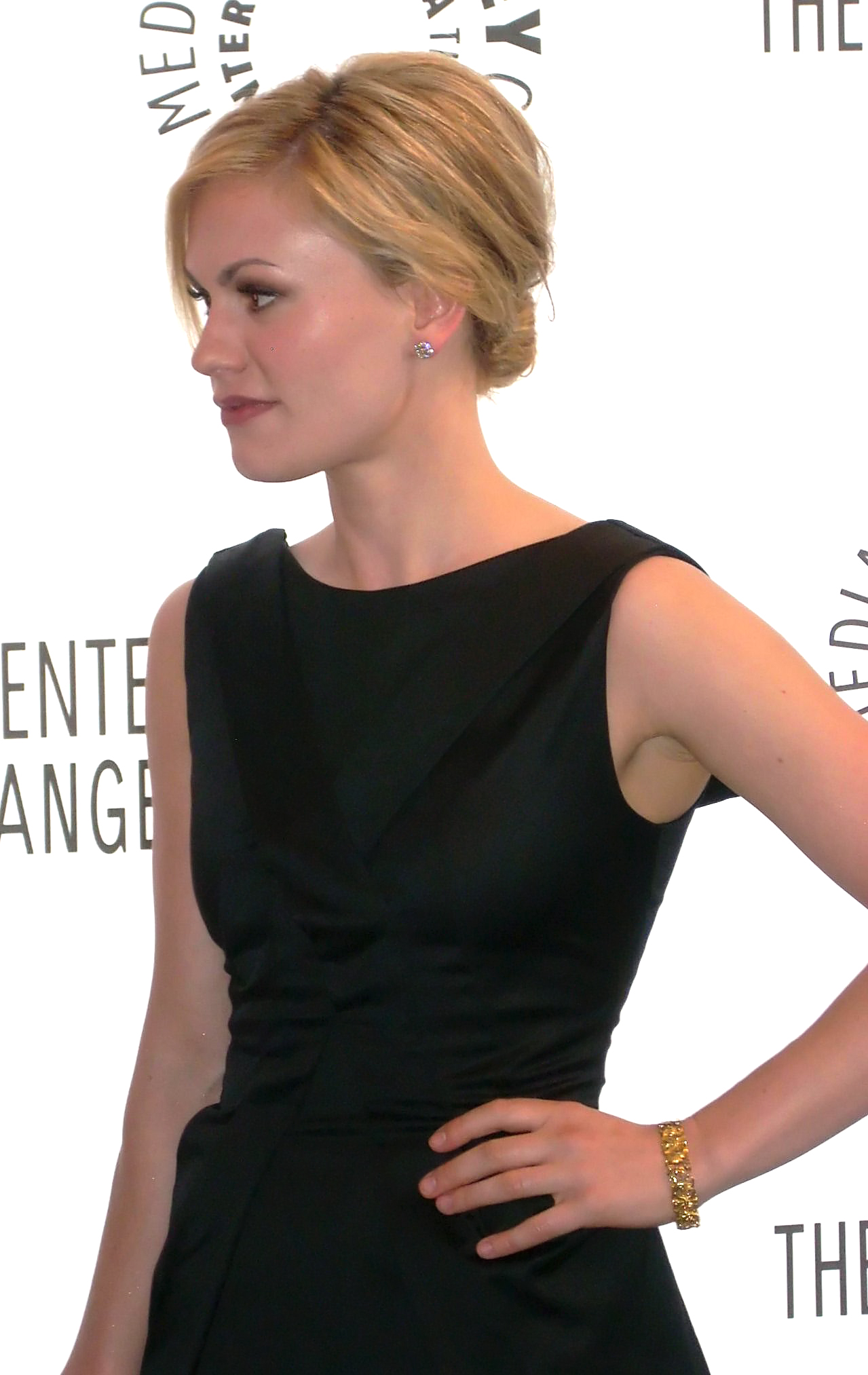
آنا باكوين في لوس أنجلوس - أبريل 2009

| العنوان                               | الدور                          | السنة |
| ------------------------------------- | ------------------------------ | ----- |
| البيانو                               | فلورا مكقراث                   | 1993  |
| جين اير                               | جين اير (الطفلة)               | 1996  |
| Fly Away Home                         | آمي الدن                       | 1996  |
| أفراد الزواج                          | فرانكي آدامز                   | 1997  |
| آميستاد                               | ازابيلا الثانية (ملكة إسبانيا) | 1997  |
| Hurlyburly                            | دونا                           | 1998  |
| She's All That                        | ماكنزي                         | 1999  |
| مشي على القمر                         | اليسون                         | 1999  |
| رجال إكس                              | روق / ماري                     | 2000  |
| بالكاد مشهور                          | بولكسي                         | 2000  |
| العثور على فوريستر                    | كلير سبنس                      | 2000  |
| Buffalo Soldiers                      | روبين لي                       | 2001  |
| ظلام                                  | رجينا                          | 2002  |
| الساعة الخامسة وعشرون                 | ماري                           | 2002  |
| إكس 2                                 | روج / ماري                     | 2003  |
| قلعة في السماء                        | شيتا                           | 2003  |
| The Squid and the Whale               | ليلي ثورن                      | 2005  |
| رجال اكس : القتال الأخير              | روج / ماري                     | 2006  |
| الولاية الزرقاء                       | كلوي هيمون                     | 2007  |
| Bury My Heart at Wounded Knee         | الين قوديل                     | 2007  |
| The Courageous Heart of Irena Sendler | ارينا سندلر                    | 2009  |
| المنزل المفتوح                        | جيني                           | 2010  |
| مارغريت                               | ليزا كوهين                     | 2011  |
| سكريم 4                               | راشيل                          | 2011  |
| The Carrier                           | كيم                            | 2011  |
| Straight A's                          | كاثرين                         | 2013  |
| Free Ride                             | كريستينا                       | 2013  |
| رجال-إكس: أيام المستقبل الماضي        | روج / ماري                     | 2014  |
| الديناصور الطيب                       | رامزي                          | 2015  |

## الجوائز والترشيحات
| العام                                           | الجائزة                     | فئة الجائزة                                                                                       | النتائج |
| ----------------------------------------------- | --------------------------- | ------------------------------------------------------------------------------------------------- | ------- |
| أكاديمية الفنون وعلوم الصور المتحركة            |                             |                                                                                                   |         |
| 1994                                            | جائزة الأوسكار              | أفضل ممثلة مساعدة عن فيلم البيانو                                                                 | فازت    |
| جائزة الكرة الذهبية                             |                             |                                                                                                   |         |
| 1994                                            | Golden Globes               | أفضل ممثلة مساعدة عن دورها في فيلم البيانو                                                        | ترشحت   |
| 2008                                            | Golden Globes               | أفضل ممثلة مساعدة في مسلسل قصير أوفيلم تلفزيوني عن مسلسل Bury My Heart at Wounded Knee            | ترشحت   |
| 2009                                            | Golden Globes               | أفضل ممثلة في مسلسل درامي عن دورها في دم حقيقي                                                    | فازت    |
| 2010                                            | Golden Globes               | أفضل ممثلة في مسلسل درامي عن دورها في دم حقيقي                                                    | ترشحت   |
| 2010                                            | Golden Globes               | أفضل ممثلة مساعدة في مسلسل قصير أوفيلم تلفزيوني عن دورها في The Courageous Heart of Irena Sendler | ترشحت   |
| جوائز الإيمي                                    |                             |                                                                                                   |         |
| 2010                                            | Emmy Awards                 | أفضل ممثلة مساعدة في مسلسل مصغر أو فيلم عن دورها في Bury My Heart at Wounded Knee                 | ترشحت   |
| اتحاد نقابة ممثلي الشاشة                        |                             |                                                                                                   |         |
| 2001                                            | جائزة نقابة ممثلي الشاشة    | أداء متميز من قبل طاقم الفيلم عن دورها في بالكاد مشهور                                            | ترشحت   |
| 2008                                            | جائزة نقابة ممثلي الشاشة    | أداء متميز من قبل ممثلة في فيلم تلفزيوني عن دورها في Bury My Heart at Wounded Knee                | ترشحت   |
| 2010                                            | جائزة نقابة ممثلي الشاشة    | أداء متميز من قبل فرقة في سلسلة درامية عن دورها في مسلسل دم حقيقي                                 | ترشحت   |
| أكاديمية أفلام الخيال العلمى والفانتازيا والرعب |                             |                                                                                                   |         |
| 2001                                            | جائزة زحل                   | أفضل أداء لممثلة شابة عن دورها في رجال إكس                                                        | ترشحت   |
| 2009                                            | جائزة زحل                   | أفضل أداء لممثلة في التلفاز عن دورها في دم حقيقي                                                  | ترشحت   |
| 2010                                            | جائزة زحل                   | أفضل أداء لممثلة في التلفاز عن دورها في دم حقيقي                                                  | ترشحت   |
| 2011                                            | جائزة زحل                   | أفضل أداء لممثلة في التلفاز عن دورها في دم حقيقي                                                  | ترشحت   |
| جمعية نقاد السينما                              |                             |                                                                                                   |         |
| 1997                                            | جائزة اختيار النقاد للأفلام | أفضل أداء لممثلة صغيرة عن دورها في Fly Away Home                                                  | ترشحت   |
| أكاديمية الصحافة الدولية                        |                             |                                                                                                   |         |
| 2008                                            | جائزة القمر الصناعي         | أفضل ممثلة في سلسلة درامية عن دورها في دم حقيقي                                                   | فازت    |
| 2009                                            | جائزة القمر الصناعي         | أفضل طاقم تمثيلي في التلفاز عن دورها في دم حقيقي                                                  | فازت    |
| 2010                                            | جائزة القمر الصناعي         | أفضل ممثلة في سلسلة درامية عن دورها في دم حقيقي                                                   | ترشحت   |
| جمعية الفنان الشاب                              |                             |                                                                                                   |         |
| 1997                                            | جائزة الفنان الصغير         | أفضل أداء رئيسي لممثلة شابة عن دورها في فيلم Fly Away Home                                        | ترشحت   |
| 1998                                            | جائزة الفنان الصغير         | أفضل أداء رئيسي في فيلم تلفزيوني أو سلسلة قصيرة عن دورها في The Member of the Wedding             | ترشحت   |
| 2000                                            | جائزة الفنان الصغير         | أفضل ممثلة مساندة في فيلم عن دورها في A Walk on the Moon                                          | ترشحت   |

## شذرات

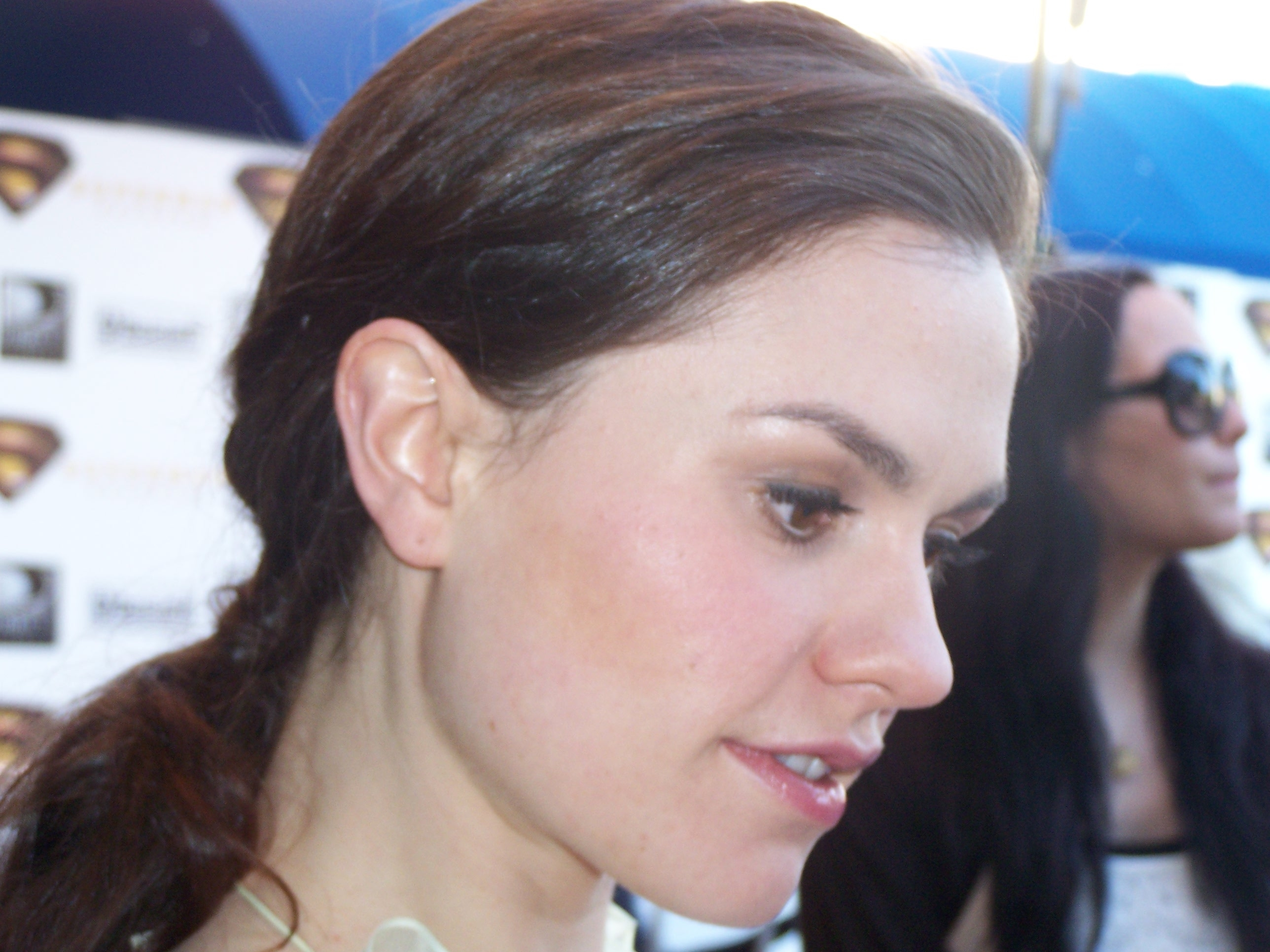
آنا عام 2006

- تخفي جـائزة الأوسكار في حجرة نومـها حتى لا يراها اصدقائـها ويعلـقون عـليها.
- تستمتع بالتصوير وتقول اني احب أن اختـفي بالشـوارع واصور الناس وهـم لا يشـعرون بي.
- انتقلت عائلتها إلى نيوزيلندا عندما كانـت بعـمر الرابعة ولها أخ واخت أكبر منها.
- والدها مدرس فيزياء وأمها مدرسة إنجليزي وكان حلمها بصغرها أن تصبح محامية لكنها أصبحت ممثلة.
- هي أول ممثلة من نيوزيلندا تحـصل عـلى جائزة الأوسكار لفئة أفضل ممثلة مساعده وثاني اصغر ممثلة تحصل على الجائزة.
- في أحد البرامج الحوارية تحداها المضيف انه سيعطيها 10 آلاف دولار أن هي سـددت كـرة سلة داخل الشبكة ولما سددتها رفض أن يعطيها المبلغ لكن بعد الضغط الإعلامي قدم لها المبلغ فتبرعت به للجمعية الخيرية.

## أقوالها
- أفعل ما أراه صائبا، وأعتقد أن الشيء الرائع في عملي هو أنك تستطيع أن تكون شخصا مختلفا من دون الخوف من أنك ستفسد حياتك الخاصة.
- هناك أفلام أو شخصيات قليلة حول أناس بحياة مكتملة وسعيدة، كل شخص بنقطة من حياته يتعرض لمصيبة أو صدمة، وهنا عندما يتدخل العمل لاستكشاف شخصية فرد ما. أفكر دائما كيف جعل الدور قابل للتصديق وأن يكون حقيقي وتم تجسيده بصورة صحيحة، قد لا تكون بالضرورة تعرفه، أعني قد لا يكون حتى شخصا سعيدا، من الصعب جدا القيام بمثل هذه الأدوار.
- أتمنى حقا أن اؤدي بعضا من القتال، وبعضا من التدريب على فنونه، لأني أعتقد أنه سيكون ممتعا بالإضافة إلى أنني أجيد الجمباز والباليه، وأنا حقا أحب النهايات البهلوانية لبعض أنواع الرياضة.